# David Rees (Comiczeichner)

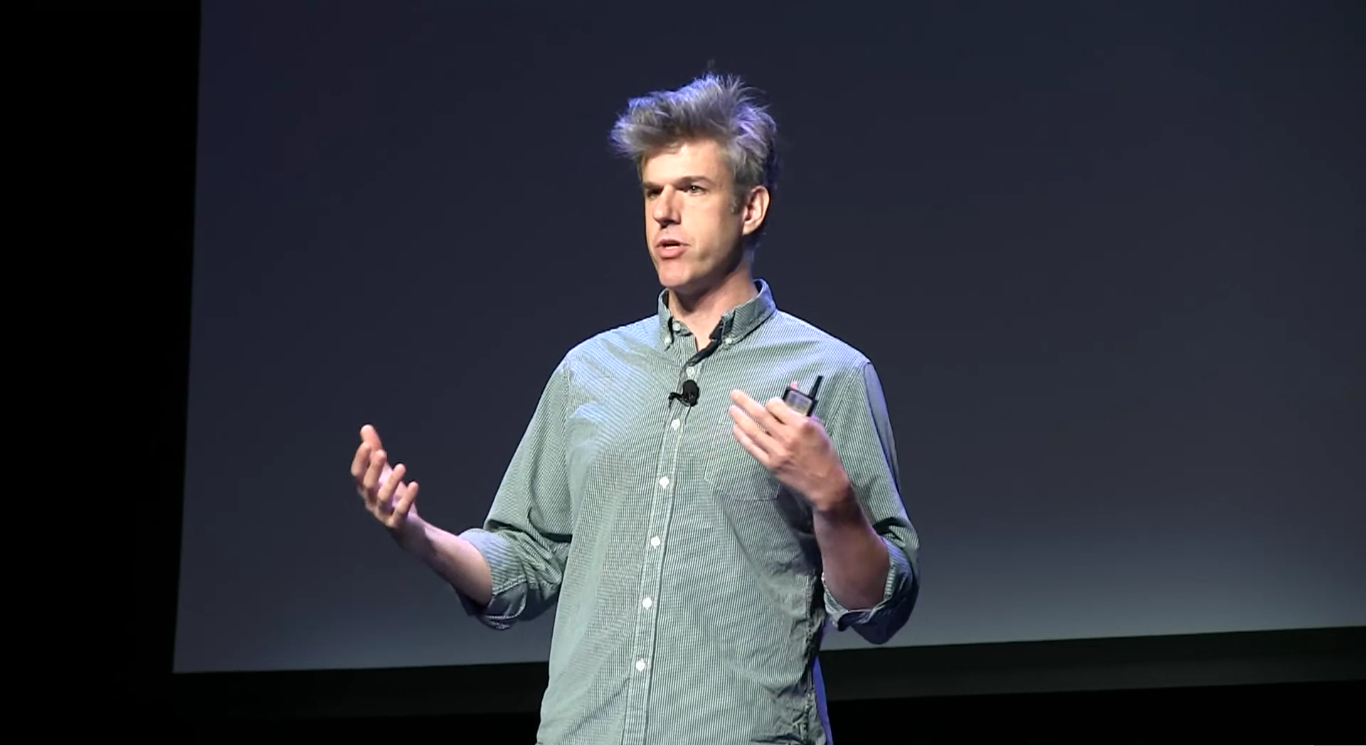
David Rees (2016)

David Thomas Rees (* 22. Juni 1972 in Chapel Hill, USA) ist ein US-amerikanischer Comiczeichner und -autor.

## Leben und Wirken
In seiner Jugend war Rees ein eifriger Leser von Comics, wie beispielsweise Rex Morgan, M.D. Seinen Collegeabschluss machte er am Oberlin College in Oberlin (Ohio), an dem er sich bereits im Comiczeichnen für die Collegezeitung auszeichnete. Seine berufliche Entwicklung führte ihn über eine unbedeutende Tätigkeit bei der Citicorp zu Posten als Rechercheur bei den Zeitschriften Maxim und Martha Stewart Weddings. Seit Rees von letzterer Zeitschrift entlassen wurde, ist er freiberuflich tätig.

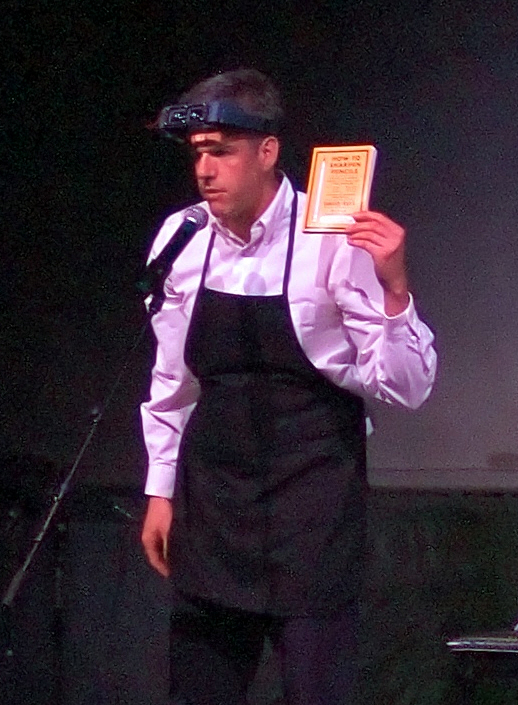
David Rees (2012)

Über Rees’ erstes Buch Die Kunst, einen Bleistift zu spitzen sind sich Kritiker insoweit einig, dass es eine wahnwitzige Idee in einer wenig wissenschaftlichen Form darstellt. Der seit 2010 bestehende, von Rees eingerichtete „Artisanal Pencil Sharpening Service“ offeriert für an den Künstler eingesandte Bleistifte eine „handwerklich durchgeführte“ Spitzung. Für den Preis von mindestens 35 US-Dollar werden der gespitzte Bleistift, die angefallenen Reste von Holz und Graphit zusammen mit einem „Anspitz-Zertifikat“ in einem Plastikröhrchen vom Vertreter des „jahrhundertealten Handwerks des Bleistiftanspitzens“ aus seinem Wohnort Beacon (New York) versandt.
Ab 2005 schrieb Rees einen Blog für The Huffington Post über gesellschaftliche und politische Themen. Die 2013 gestartete Webserie Codefellas des Magazins Wired wurde von Rees geschrieben.

## Werke
Comics
- Get Your War On. Soft Skull, Brooklyn, New York City 2002, ISBN 1-887128-76-X.
- My New Fighting Technique Is Unstoppable. Riverhead, New York City 2003, ISBN 1-57322-373-5.
- My New Filing Technique Is Unstoppable. Riverhead, New York City2004, ISBN 1-57322-382-4.
- Get Your War On II. Riverhead, New York City 2004, ISBN 1-59448-048-6.
- Get Your War On: The Definite Account of the War on Terror, 2001-2008. Soft Skull, Brooklyn, New York City 2008, ISBN 978-1-59376-213-1.

Sachbuch
- How to Sharpen Pencils: A Practical and Theoretical Treatise on the Artisanal Craft of Pencil Sharpening. Melville House, Brooklyn, New York City 2012, ISBN 978-1-61219-040-2.
  - Die Kunst, einen Bleistift zu spitzen. Theorie und Praxis der Kunst des Bleistiftspitzens für Schriftsteller, Künstler, Unternehmer, Architekten, Handwerker, Juristen, Staatsdiener u. v.a.: Eine praktische und theoretische Abhandlung. Übersetzt von Uta Goridis und Egbert Hörmann. Walde + Graf bei Metrolit Verlag, Berlin 2013, ISBN 978-3-8493-0045-6.[2]